# Mario Kempes
Mario Alberto Kempes Chiodi (Bell Ville, Córdoba, 15 de julio de 1954), conocido por el apodo de Matador, es un exfutbolista, exentrenador y comentarista argentino. Jugaba en la demarcación de delantero y está considerado como uno de los mejores jugadores en la historia de su país.
Kempes fue el conductor de la selección Argentina que ganó por primera vez la Copa del Mundo en 1978, siendo el máximo goleador y mejor jugador del campeonato. Ese mismo año sería considerado como el mejor jugador del mundo al ser simultáneamente premiado como el mejor futbolista sudamericano del mundo por el diario El Mundo y como el mejor jugador de Europa al recibir el Once de Oro.
Kempes es considerado, junto con Alfredo Di Stéfano, Diego Armando Maradona y Lionel Messi, como uno de los grandes jugadores de la historia nacidos en Argentina. Es miembro del Hall of Fame del Valencia C. F.; disputó siete temporadas en el club y en dos de ellas se llevó el Trofeo Pichichi de la Primera División de España, donde triunfó y es considerado uno de los mejores jugadores de la historia de la competición, siendo elegido por la Federación Internacional de Historia y Estadística de Fútbol (IFFHS) como el 6.º mejor jugador argentino del siglo XX.
Actualmente es comentarista deportivo para la cadena ESPN. Desde 2012 es, junto con su compañero de radio Fernando Palomo, uno de los narradores de la edición latinoamericana de la saga de videojuegos FIFA de EA Sports, participando en muchas entregas anteriores.

## Trayectoria

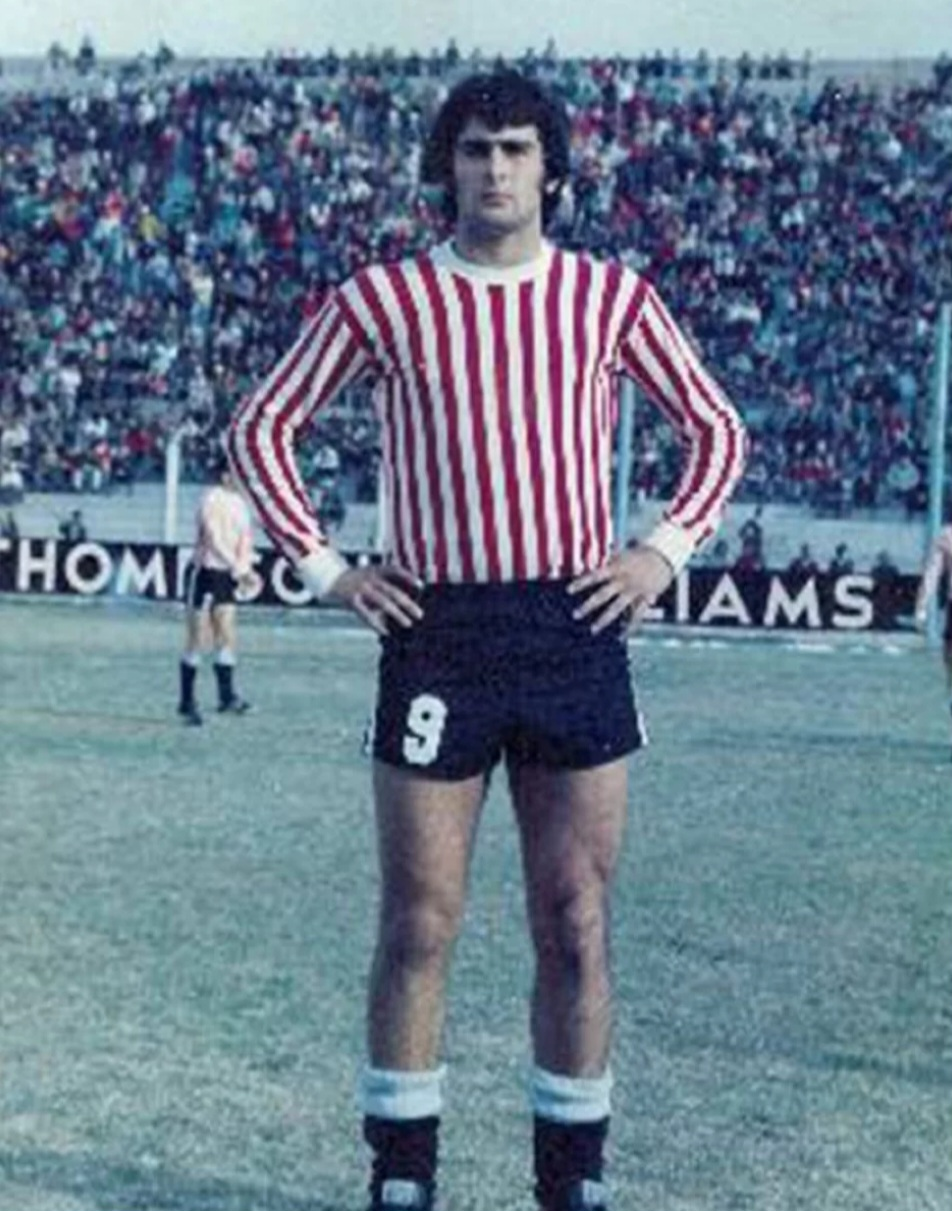
Mario Kempes, Instituto de Córdoba en 1972, donde inicio su carrera profesional a sus 17 años. Es hincha confeso y socio honorario de la institución de Alta Córdoba

### Inicio de su carrera en Instituto
"Soy hincha de Instituto, es el primer amor".Mario Kempes, Radio Cadena 3 de Córdoba, 9 de noviembre de 2017 
 
Comenzó a jugar al fútbol en las inferiores de Talleres de Bell Ville. Mientras asistía a la escuela, Mario trabajaba en una carpintería. El dueño de la misma tenía contactos dentro del club Instituto Atlético Central Córdoba, por lo que le consiguió una prueba allí. Con 17 años Mario se fue hacia la terminal de ómnibus, sacó un boleto y luego de tres horas de viaje llegó a Alta Córdoba. Allí se reunió junto con otros futbolistas que también esperaban ser evaluados. El técnico albirrojo era Armando Rodríguez, quien reunió al grupo y pidió a cada uno que se identificara con nombre y procedencia.

Carlos Aguilera, de Bell Ville", mintió "el Matador" cuando llegó su turno.

- ¿Usted no conoce a un tal Kempes que vive allí y dicen que es muy bueno? Piden una locura y creen que es un fenómeno.

- No señor, no lo conozco.

Mario había preferido mentir para ganarse una oportunidad, conocedor de la advertencia sobre que el técnico Juan Carlos Miret desconfiaba de la recomendación que le habían hecho. Hizo dos goles en los primeros 15 minutos y fue contratado al instante. El 10 de marzo de 1972 firmó el pase a Instituto de Córdoba, pagando el club 3 millones de la vieja moneda. "Mario jugará en Instituto, pero se quedará a vivir en Bell Ville. Tiene que estudiar y viajará el día de los partidos", fue la condición impuesta por Mario padre. En diciembre de 1972, Kempes se recibió de perito mercantil en el Colegio San José de Bell Ville con el que ganó la Copa UBES y al año siguiente preparó su ingreso a la carrera de Ciencias Económicas en la Universidad Nacional de Córdoba aunque dejó los estudios universitarios al poco tiempo.

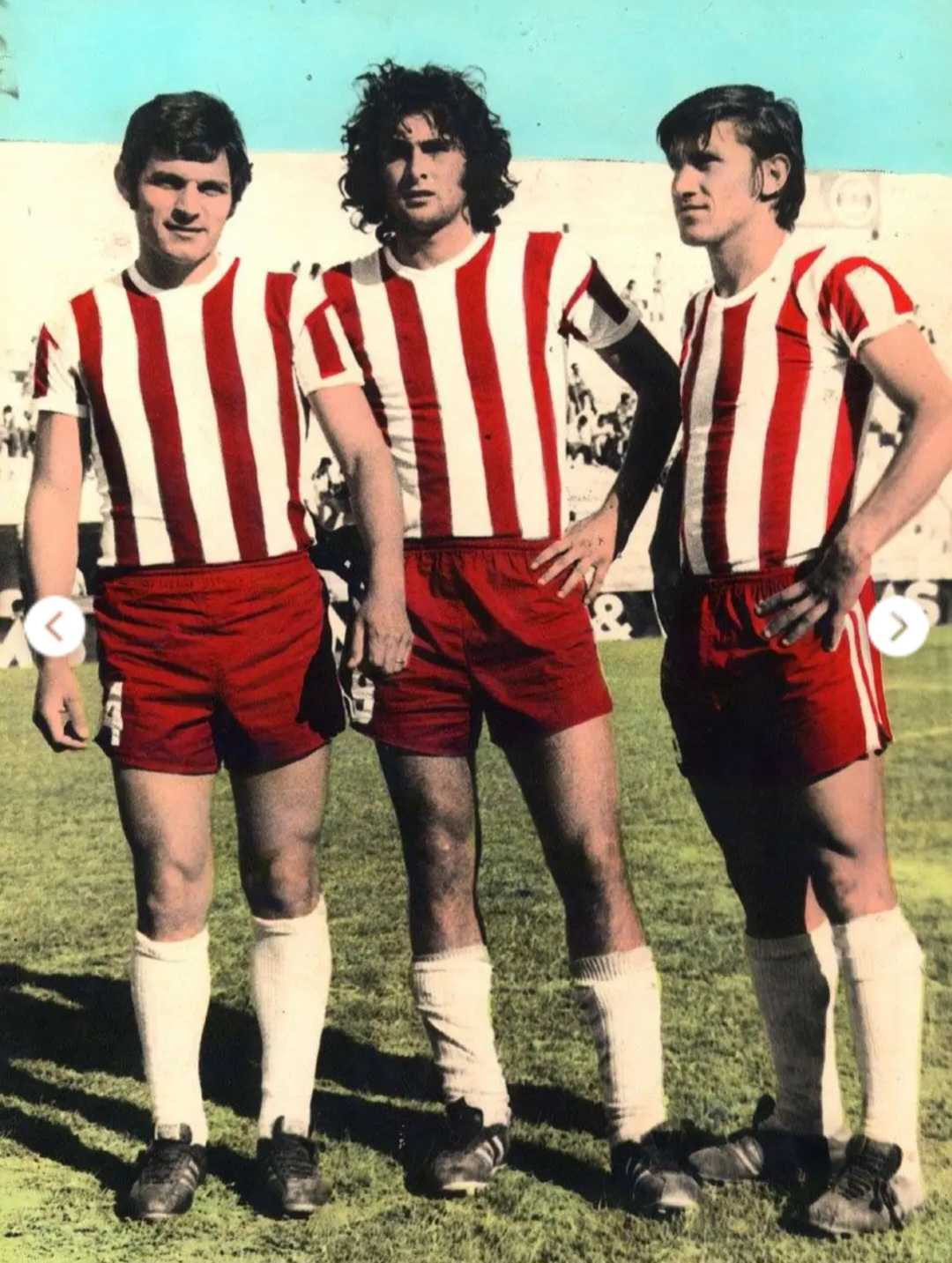
1973, Mario Kempes en Instituto, a sus lados Gutiérrez y Roca.

Con su llegada a Instituto, el equipo volvió a ser campeón de la Liga Cordobesa después de seis años y logró el objetivo de clasificar al Nacional 1973. Allí, Kempes integró una de las mejores delanteras de la historia del fútbol cordobés junto a José Luis Saldaño, Osvaldo Ardiles, Alberto Beltrán y José Luis Ceballos. Mario fue goleador de la Gloria (por su juventud la hinchada lo apodaba el Superpibe) en todos los certámenes que disputó y le hizo goles a todos los rivales que enfrentó, sin excepción de camisetas: hizo un total de 78 goles en 81 partidos (en la Liga Cordobesa).

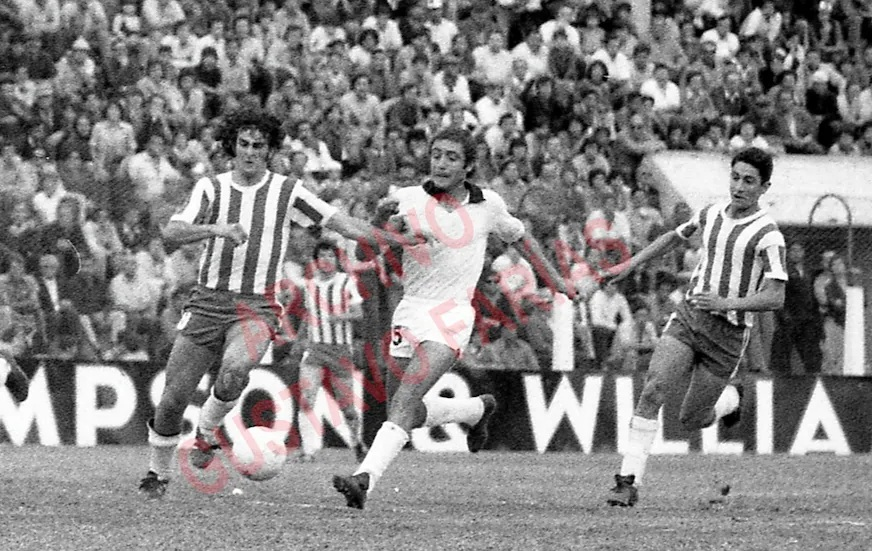
Mario Kempes y Osvaldo Ardiles en Instituto frente a All Boys. Nacional 1973 de Primera división.

Su debut en Primera División fue contra Newell's Old Boys de Rosario (0-1), el 5 de octubre de 1973. Cuatro días más tarde consiguió su primer gol en primera, se lo anotó a River Plate a pocos minutos de iniciado el encuentro. Ese partido se jugó un viernes por la noche para la televisión y permitió a Mario cobrar trascendencia nacional. Finalizó el torneo en el tercer puesto de la tabla de goleadores. Aún en 1973, fue llamado para defender los colores de la selección argentina en el Torneo Juvenil de Cannes, e hizo 4 goles en 3 partidos. Ese año debutó con la selección mayor en un partido frente a Bolivia por las Eliminatorias.

### Rosario Central

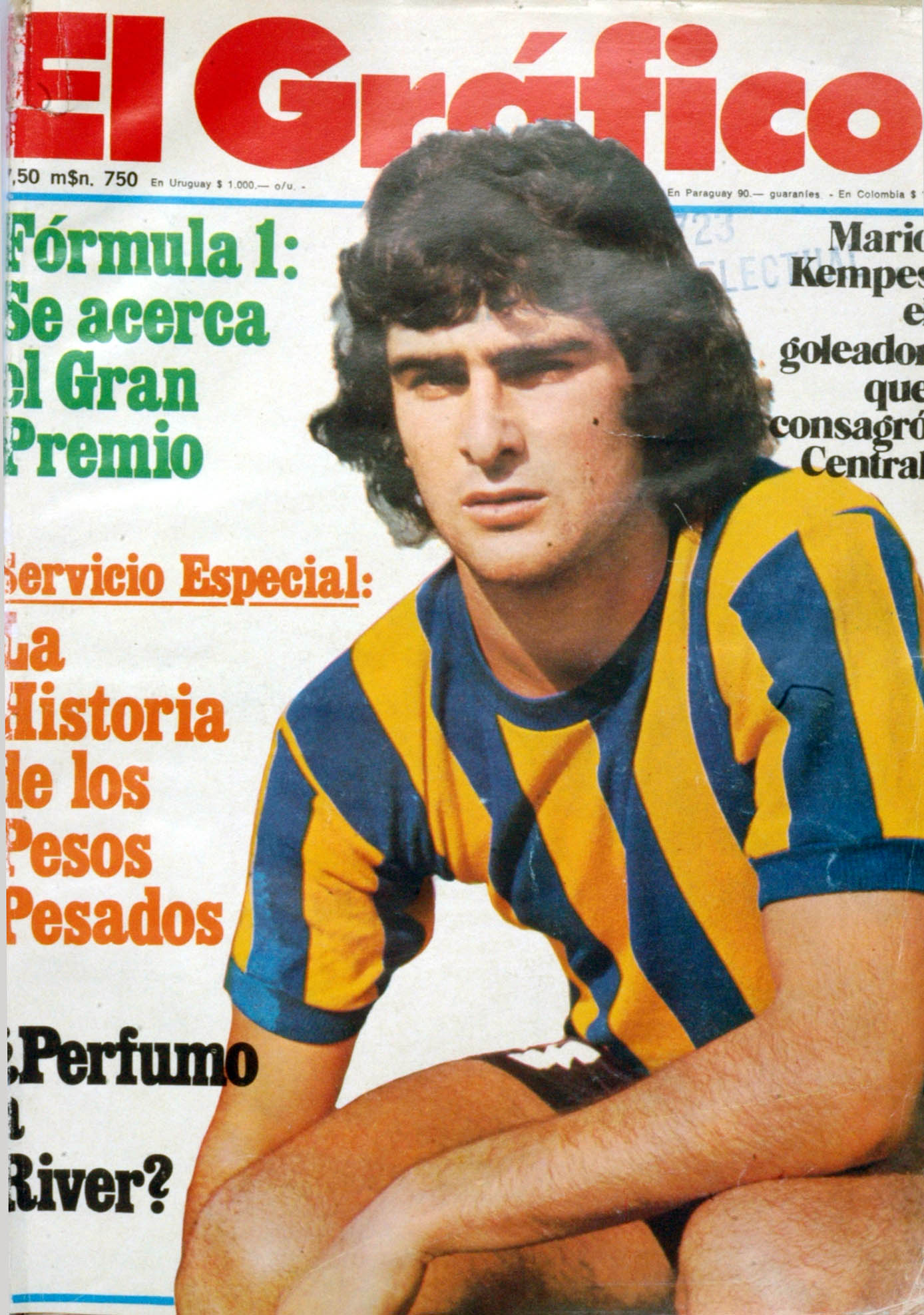
Mario Kempes (Rosario Central) en 1975.

En el año 1974 Rosario Central lo compró por 130 millones de pesos. El exfutbolista canalla Luis Indaco ofició de veedor, y recomendó la contratación inmediata del jugador. Llegó al club con su compañero de Instituto, Saldaño, y se incorporó rápidamente al grupo llamado la Perrada, compuesto por los hermanos Killer, Pío Cabral, Miguel Ángel Cornero, entre otros, que se destacaban por ser bromistas y muy unidos. La amistad iniciada con Aldo Pedro Poy en la selección argentina fue también importante para su llegada al club. ya que fue vivamente recomendado por el ídolo canalla.
El entrenador Carlos Griguol lo hizo jugar sobre la izquierda del ataque; con el tiempo se vio un Kempes no solo goleador, sino también generador de fútbol, especialmente de local; como visitante, Central apostaba a un juego de contraataque, en el que Kempes era la referencia en ofensiva.

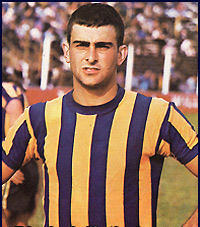
El Matador en Rosario Central.

Debutó el 22 de febrero por la cuarta fecha del Torneo Metropolitano en el empate 1 a 1 contra Gimnasia de La Plata. Su primer gol en Central se lo marcó a Atlanta de visitante el 3 de marzo por la cuarta fecha del torneo, los rosarinos ganaron 2 a 1 ese encuentro. Marcó un total de 4 goles en 9 partidos por el torneo local (su equipo fue subcampeón) y marcó 3 goles por la Copa Libertadores donde Central fue eliminado en primera ronda. Mario no disputó todos los partidos ya que fue convocado para jugar en el Mundial de fútbol de ese año.
Durante el Torneo Nacional de 1974, marcó un total de 25 goles en 25 partidos y se convirtió en el goleador del campeonato. Una vez más su equipo terminó segundo en el torneo y clasificó para jugar el Torneo Argentino ante los dos campeones de ese año. Central se consagró Campeón Argentino 74 obteniendo así la clasificación para disputar la Copa Libertadores 1975. Kempes jugó los 2 partidos y marcó un gol; el segundo ante Newell´s Old Boys en el 2 a 0 final a favor de los auriazules. Conformó una gran delantera junto a Ramón Bóveda y Roberto Cabral.

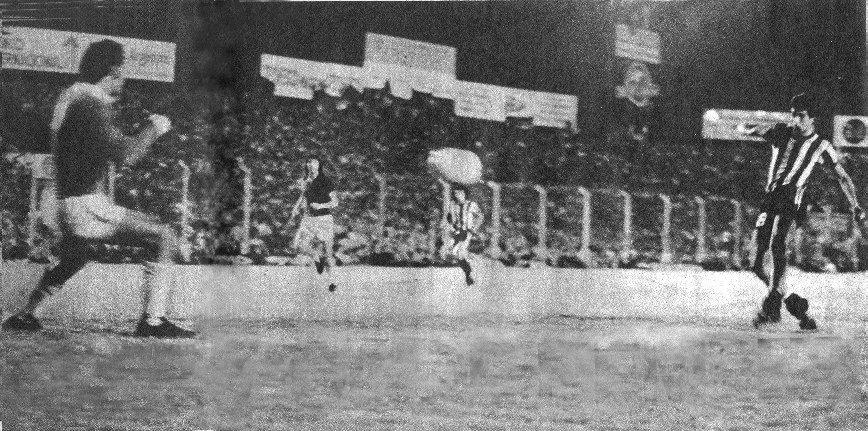
Gol de Kempes ante Newell's por la Copa Libertadores 1975.

En el Torneo Metropolitano de 1975 sería goleador de su equipo con 25 tantos en 28 encuentros. Durante el campeonato marcó 4 veces 4 goles en un mismo partido: ante Banfield en la victoria por 5 a 0, ante Ferro en la victoria por 5 a 1, ante Temperley en la victoria por 5 a 1 y ante Estudiantes en la victoria por 4 a 2. Central finalizó séptimo en el campeonato local y alcanzó las semifinales en la Copa Libertadores donde Kempes hizo 5 goles; uno de ellos fue ante Newell's (1-0), el 11 de abril, en un encuentro desempate que clasificó a Rosario Central a la ronda semifinal de la copa. En la segunda mitad del año disputó el Torneo Nacional finalizando quinto con 13 goles del matador. En el encuentro de la primera fecha del torneo ante Newell's, Kempes marcó los tres goles de la victoria centralista: uno con la pierna izquierda, otro con la derecha y el restante de cabeza.
Al año sigue el Torneo Metropolitano de 1976 (los rosarinos terminarían octavos en el campeonato). Su último partido oficial con Rosario Central fue el 1 de agosto ante Newell's en el Gigante de Arroyito. Disputó un total de 123 partidos y convirtió 97 goles en su paso por el canalla, lo que lo convirtió en el mayor goleador de la historia del club, hasta que fuera superado por Marco Ruben en 2021.
Los equipos que más sufrieron sus goles fueron: 8 tantos, Estudiantes de La Plata; 7, Newell's y Banfield; 6, All Boys, Ferro Carril Oeste e Independiente; 5 Puerto Comercial de Ingeniero Withe y Temperley.
Marcó cuatro goles en un partido en cinco ocasiones, y de a tres tantos en siete oportunidades.
Su traspaso al fútbol español marcó también un detalle a ser destacado: vigente el gobierno dictatorial en Argentina, la venta del jugador se dispuso a decisión de los socios de Central, ganando la moción que apoyaba la transferencia (ésta se realizó por el monto de 500000 dólares y constituyó un récord para el fútbol argentino en ese momento). Así Rosario Central hacía uso de su costumbre democrática, ya que este procedimiento se había efectuado en ocasión de decidir las ventas de Enrique "Chueco" García en la década del '30, de Benjamín Santos en la del '40 y la de Oscar Alberto Massei en la del '50.

### Siete temporadas en Valencia

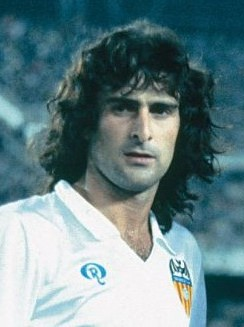
Kempes con el Valencia C.F.

A mediados de 1976 el Valencia CF de la Primera División de España lo compra por 30 millones de pesetas (300.000 dólares), donde dejó plasmada su facilidad para el gol obteniendo el Trofeo Pichichi al máximo goleador de la Liga Española de fútbol en dos ocasiones (76-77 con 24 goles y 77-78 con 28). Es el único jugador en la historia de la Primera División de España en haber ganado el trofeo Pichichi en sus dos primeras temporadas consecutivas.
Al medio de esto llegó el Mundial de fútbol de 1978 realizado en Argentina, donde Kempes fue campeón con su selección, goleador del torneo y máxima figura de la competición. Ese mismo año también se casó con María Vicenta Moll, una valenciana con quien tuvo sus tres primeros hijos.
Obtuvo la Copa del Rey en 1979 al vencer en la final al Real Madrid por 2-0 consiguiendo él los dos goles, disputada en el Estadio Vicente Calderón. En esta competición, el Valencia había eliminado al campeón anterior, el FC Barcelona, contra el que había perdido en el partido de ida en el Camp Nou, 4-1, consiguiendo una espectacular remontada en el partido de vuelta disputado en el Estadio Luis Casanova, 4-0. Así como la Recopa de Europa el 14 de mayo de 1980 ante el Arsenal inglés en la tanda de penaltis, en la que, curiosamente, falló el suyo, pero esto no empañó de ninguna manera su gran actuación a lo largo de toda la competición, pues fue su máximo goleador con 9 goles. En esta competición, también dejó atrás, en cuartos de final, a su vigente campeón, el FC Barcelona, ida 0-1, gol de Saura, en Barcelona, vuelta. 4-3, el día de San José, fiesta principal de las Fallas de Valencia. Y la Supercopa de Europa en diciembre del mismo año contra el Nottingham Forest, 2-1 en Nottingham, 1-0 en Valencia, que era el mejor equipo de Europa del momento, campeón de la Copa de Europa dos años seguidos (1979, contra el Malmöe, 1980, contra el Hamburguer SV de Kevin Keegan). Lamentablemente, nunca pudo ganar la Liga española, a pesar de contar, el Valencia de aquella época (1976 a 1981), con una gran plantilla, en la que sobresalían jugadores como Bonhoff, Solsona, Carrete, Pereira, Tendillo, Saura, Felmán, Diarte, Botubot, Arias, Castellanos, Manzanedo, Morena, Pablo, Subirats, Oscar Ruben Valdez, Cerveró... Mario Kempes está considerado como el mejor futbolista en la historia del Valencia CF.

### River Plate

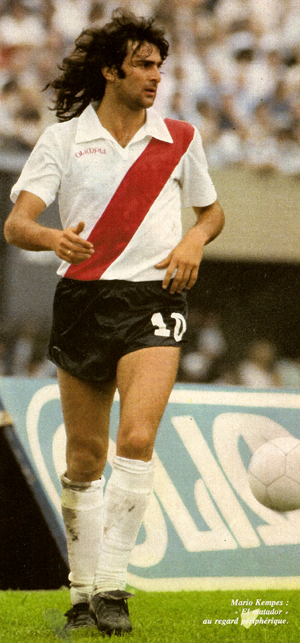
Mario Kempes en su paso por River Plate.

Volvió a Argentina en marzo de 1981, al River Plate por 300 millones de pesetas. Con el club de Núñez, obtuvo el Campeonato Nacional de 1981, en donde Kempes anotó un decisivo gol en la final, jugada ante Ferro Carril Oeste.
Al no poder el club argentino cumplir con todos los pagos y únicamente abonar 130 millones de pesetas regresó al Valencia CF la temporada 82-83 donde permaneció hasta la 83-84. Su último partido fue contra el Real Murcia, jugó de titular y marcó un gol en el minuto 37.

### Últimos años
Después se marchó al Autocares Luz de Valencia, equipo de la liga de Fútbol sala, y tras unos meses al Hércules CF jugando 2 temporadas, en las cuales sus grandes goles sirvieron para la permanencia en la máxima categoría del fútbol español, y empezando así su periplo por equipos centroeuropeos de escaso nivel como First Vienna FC, Sankt Polten y Krems.
En 1995, fichó por Arturo Fernández Vial, equipo de la segunda división del fútbol chileno, a raíz de un pedido de su amigo Pedro Lucio Oliveira, que era el técnico del club. Marcó 5 goles en solo 11 partidos siendo la figura del club a pesar de su madura edad, y se dio el gusto de frustrar las aspiraciones de ascenso de Rangers, tras ganarle 2-1 en la última fecha, marcando los dos goles de su equipo.
Su último club fue el Pelita Jaya de Indonesia en 1996, donde ejerció como director técnico.

### Tras la retirada
El 8 de febrero de 1995, con más de 40 años, participó en un Clásico rosarino amistoso de verano entre Rosario Central y Newell's jugando para su exequipo. Dos años antes había tenido la oportunidad de incorporarse al club, pero un desencuentro con el por entonces entrenador auriazul Carlos Aimar imposibilitó una nueva etapa en Central. El partido finalizó 1 a 0 a favor de los canallas y Kempes fue quien convirtió el tanto de la victoria a los 25 minutos del primer tiempo, tras un centro de Federico Lussenhoff que peinó de cabeza Sergio Fernández, para que el Matador convirtiera también de cabeza. El encuentro fue suspendido durante el segundo tiempo por incidentes producidos por los hinchas rojinegros.
Después de su retiro Kempes se dedicó un tiempo a entrenar equipos. En general, tuvo períodos breves al frente de clubes de diversos países. En Indonesia dirigió a Pelita Jaya a la par de desempeñarse como futbolista; en 1997 entrenó a KS Lushnja de Albania -de donde salió por piernas tras la quiebra financiera del país-; en 1998 dirigió a Mineros de Guayana de Venezuela; en 1999, fue campeón dirigiendo al equipo The Strongest de la primera división de Bolivia. En 2000 pasó por Santa Bárbara de Costa Rica y retornó a Bolivia para dirigir a Blooming primero, y a Independiente Petrolero al año siguiente. Durante 2001 se hizo cargo de un equipo italiano de ascenso, S. S. D. Casarano; en 2002 entrenó a San Fernando de la Segunda División B de España. En 2006 le fue ofrecida la conducción de la Selección de Panamá, pero prefirió continuar trabajando como comentarista; en 2014 fue mencionado como candidato para entrenar a la Selección de El Salvador, pero esta posibilidad no prosperó.
El Estadio Olímpico de Córdoba en Argentina (inaugurado en 1978 en un partido de preparación premundialista entre la Selección argentina y un combinado local, donde Kempes marcó el primer gol del partido que terminó 3-1 a favor de Argentina), lleva desde su reinauguración para la Copa América 2011 el nombre de Mario Alberto Kempes. El 11 de julio de 2011, antes del inicio del partido que Argentina enfrentó a Costa Rica, Mario entró al campo de juego y el estadio lo ovacionó a modo de homenaje.
En 2008 fue nombrado Embajador itinerante de Rosario Central por el entonces presidente de la institución Horacio Usandizaga. Este cargo lo habilitaba a realizar gestiones diplomáticas a nombre del club, pero decidió dejarlo al año siguiente para evitar ser una carga económica para el club, que pasaba por una difícil situación financiera.
El 3 de diciembre de 2011 recibió otro homenaje en Valencia, donde se le otorgó una camiseta con su nombre previo al encuentro contra el Español.
En la actualidad, Kempes trabaja como comentarista de partidos de fútbol para la cadena estadounidense ESPN en su versión para Latinoamérica. Tiene una pequeña hija, Natasha, fruto de su relación con su segunda esposa, la venezolana Julia, además de tres hijos de su anterior matrimonio: Magali, Arianne y Mario.
En 2012 se anunció que, junto con su compañero de trabajo Fernando Palomo, Kempes sería el comentarista latinoamericano del videojuego FIFA 13. También es relator de los FIFA 14, FIFA 15, FIFA 16, FIFA 17, FIFA 18, FIFA 19, FIFA 20 FIFA 21 FIFA 22 y FIFA 23
El martes 30 de septiembre de 2014 el exjugador fue operado con éxito del corazón, debido a una obstrucción arterial. Esta patología fue detectada en un chequeo previo a una cirugía de cadera. Se le realizaron seis by-pass, en un hospital del estado de Connecticut, Estados Unidos, donde reside actualmente.
Su biografía ha sido publicada en el libro "El Matador", escrito por el periodista Federico Chaine con un prólogo del entrenador César Luis Menotti, y editada por Homo Sapiens Ediciones.

## Perfil de jugador
Era un 9 de área que se destacaba por su zurda potente, facilidad para el gol, velocidad, coraje y destreza. Siempre estaba un segundo más adelantado en el tiempo que el resto de los jugadores, su capacidad de reacción era increíble, la cual, acompañada de unas condiciones físicas excelentes, y un disparo envidiable, lo hacían un delantero muy completo. También era poseedor de un cabezazo letal.

## Selección nacional
Ha sido internacional con la selección de Argentina entre los años 1973 y 1982 con 43 presencias y 20 goles marcados.
Su primera experiencia internacional fue con la selección juvenil, que dirigida por Miguel Ignomiriello, disputó el Torneo Juvenil de Cannes en 1973. Allí, disputó 3 encuentros y marcó 4 goles: uno a Benfica, otro a Brasil, y dos a Standard Lieja.
El 23 de septiembre de 1973 tuvo su debut en la selección mayor, ante Bolivia por las eliminatorias para el Mundial de Alemania; el técnico argentino Enrique Sívori armó un plantel que se trasladó varios días antes a territorio boliviano, con el objetivo de aclimatarse a la altura. Como se encontraban aislados, los futbolistas decidieron llamar la atención de la prensa sacándose fotos disfrazados con sábanas y capuchas, por lo que fueron apodados la Selección Fantasma. La preparación dio sus frutos y Argentina venció 1-0 con gol de Fornari; además Kempes conoció allí a Aldo Pedro Poy, quien sería importante para su posterior desembarco en Rosario Central.

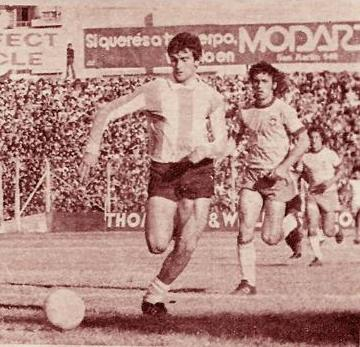
Kempes en Arroyito ante Brasil, en partido válido por la Copa América 1975.

Durante 1974 disputó los encuentros preparatorios de la selección con vistas al Mundial; marcó su primer gol ante Rumania en Buenos Aires, hizo el tanto de la victoria en el Parque de los Príncipes ante Francia, y los dos goles del empate ante Inglaterra en el mítico estadio de Wembley. En la Copa del Mundo disputó los seis encuentros que jugó Argentina, no pudiendo convertir.
Al año siguiente jugó la Copa América, convirtiendo 3 goles en cuatro encuentros; Argentina no pudo superar a Brasil y quedó trunca la esperanza del título.
En 1976 obtuvo las copas Lipton y Newton ante Uruguay, y la Félix Bogado ante Paraguay.

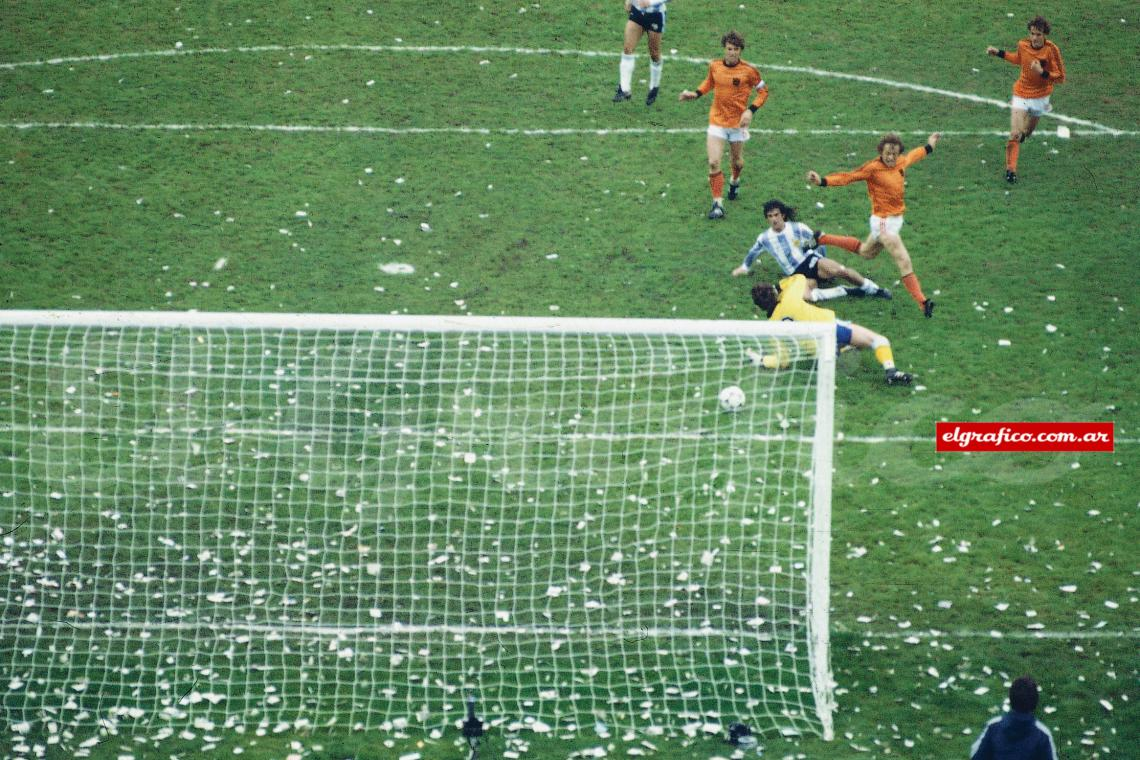
El Matador quiebra la resistencia del arquero Jan Jongbloed por primera vez en la final.

Una vez transferido de Rosario Central a Valencia de España, Kempes volvió a vestir la casaca albiceleste de forma oficial recién en el mismo Mundial de 1978; llegó a éste como el único futbolista del plantel argentino que jugaba en el extranjero. El entrenador César Menotti lo colocó retrasado unos metros en la cancha, pero con total libertad para moverse por el frente de ataque. Así, reconocía también la valía de Kempes como armador de juego, además de la de goleador. Durante la primera fase tuvo dificultades para imponer su juego, al igual que su equipo, que relegó el primer puesto de su grupo. De esta forma, Argentina debió jugar la segunda fase grupal en Rosario. Allí, el equipo y Kempes en particular recibirían un gran apoyo que ayudó a que despegara el potencial futbolístico. En el encuentro ante Polonia, Kempes marcó los dos goles de la victoria, además de evitar uno en su propio arco; pero lo hizo con la mano, y el penal fue atajado por Ubaldo Fillol. Luego de la igualdad ante Brasil, Argentina necesitaba golear a Perú; lo consiguió derrotando 6-0 al seleccionado incaico, y Mario convirtió dos goles. Llegó la final en el estadio Monumental de Buenos Aires; Argentina se puso en ventaja con gol de Kempes, quien tras pase de Luque, tocó al gol ante dos defensores neerlandeses y la salida del arquero. Países Bajos empató y el partido fue al alargue. Allí Kempes terminó de demostrar por qué era el mejor jugador de la Copa, y con una jugada descomunal, convirtió el 2-1. Haciéndose dueño del juego, Kempes emuló la jugada de su segundo gol, pero su compañero Daniel Bertoni aprovechó para tomar la pelota y sentenciar el juego. Kempes se coronó como máximo goleador del Mundial 1978 con seis goles; junto a Guillermo Stábile son los únicos argentinos en conseguir este logró.

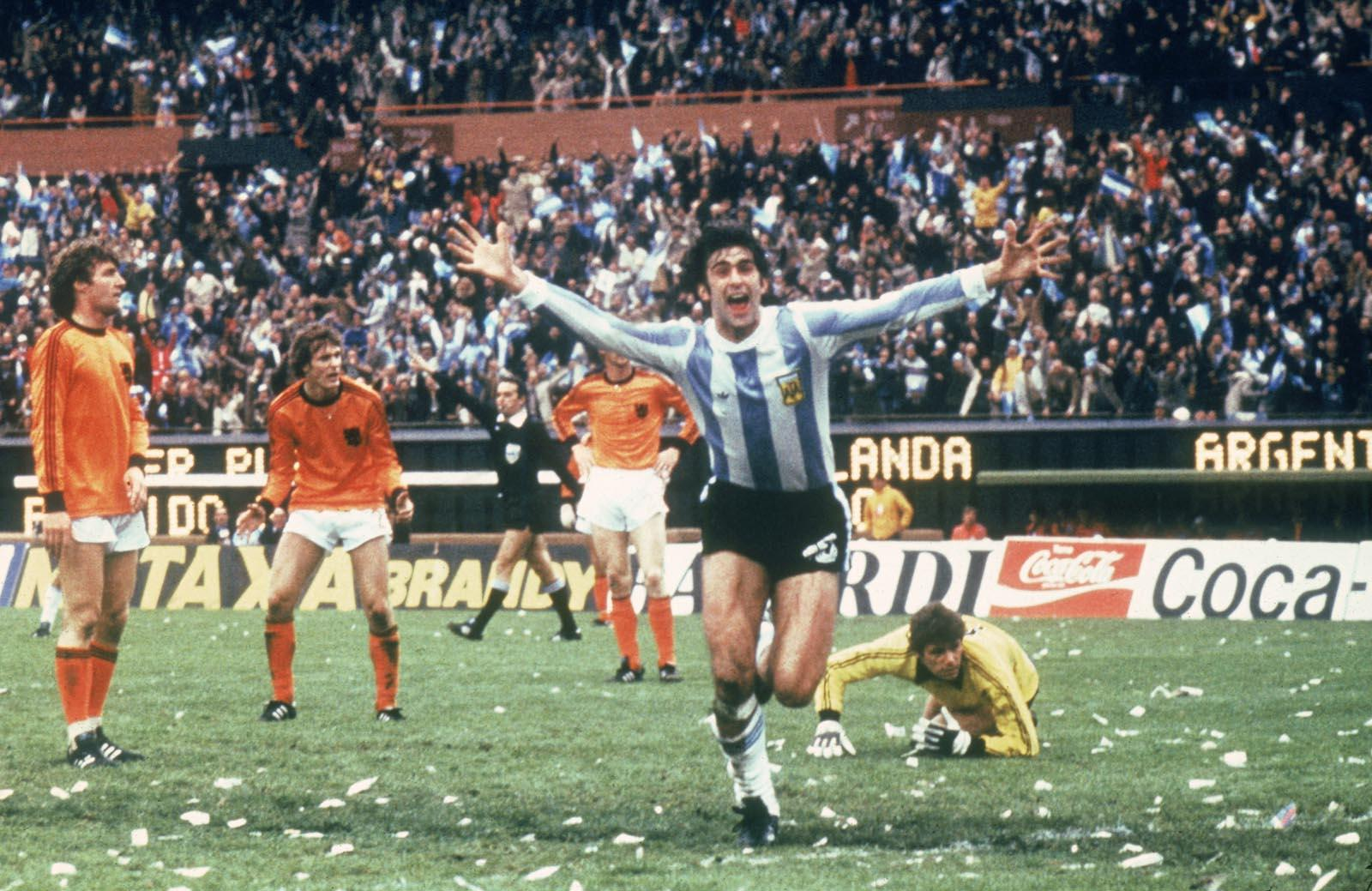
Segundo grito de gol de Kempes ante los Países Bajos, que acerca a Argentina al título mundial.

Luego del título mundial, Kempes volvió a jugar en la selección a partir de 1981; en esos años, el hecho de jugar en el exterior limitaba la participación de los futbolistas argentinos en el conjunto nacional. Disputó los amistosos previos al Mundial 1982, jugando ya más dedicado a la creación de juego y sin tanta responsabilidad de marcar goles; la experiencia en el Mundial no fue del todo buena para Argentina, quedando eliminado en la segunda fase grupal, siendo el encuentro del 2 de julio ante Brasil, el último con la casaca albiceleste para Kempes.
Tras ese año, el "Matador" le cedió su camiseta número 10 al ascendente Diego Maradona, quien señaló a Kempes como el “gran impulsor del fútbol argentino” en su autobiografía. El jugador cordobés no solo es recordado por sus goles, sino también por el juego limpio: en toda su carrera en la Selección nunca recibió una tarjeta roja.

### Participaciones en Copa América
| Torneo            | Sede          | Resultado     | Partidos | Goles |
| ----------------- | ------------- | ------------- | -------- | ----- |
| Copa América 1975 | Sin sede fija | Primera ronda | 4        | 3     |

### Participaciones en Copas del Mundo
| Mundial                        | Sede      | Resultado    | Partidos | Goles |
| ------------------------------ | --------- | ------------ | -------- | ----- |
| Copa Mundial de Fútbol de 1974 | Alemania  | Segunda Fase | 6        | 0     |
| Copa Mundial de Fútbol de 1978 | Argentina | Campeón      | 7        | 6     |
| Copa Mundial de Fútbol de 1982 | España    | Segunda Fase | 5        | 0     |

### Detalle de partidos
| 1  | 23 de septiembre de 1973 | Hernando Siles, La Paz, Bolivia             | Bolivia 0 - Argentina 1                       |  | Eliminatorias Copa Mundial de 1974 |
| 2  | 22 de abril de 1974      | José Amalfitani, Buenos Aires, Argentina    | Argentina 2 - Rumania 1                       |  | Amistoso                           |
| 3  | 18 de mayo de 1974       | Parque de los Príncipes, París, Francia     | Francia 0 - Argentina 1                       |  | Amistoso                           |
| 4  | 22 de mayo de 1974       | Wembley, Londres, Inglaterra                | Inglaterra 2 - Argentina 2                    |  | Amistoso                           |
| 5  | 26 de mayo de 1974       | Olímpico, Ámsterdam, Países Bajos           | Países Bajos 4- Argentina 1                   |  | Amistoso                           |
| 6  | 15 de junio de 1974      | Neckar, Stuttgart, Alemania                 | Argentina2 - Polonia 3                        |  | Copa Mundial de 1974               |
| 7  | 19 de junio de 1974      | Neckar, Stuttgart, Alemania                 | Argentina 1 - Italia 1                        |  | Copa Mundial de 1974               |
| 8  | 23 de junio de 1974      | Olímpico, Múnich, Alemania                  | Argentina 4 - Haití 1                         |  | Copa Mundial de 1974               |
| 9  | 26 de junio de 1974      | Parkstadion, Gelsenkirchen, Alemania        | Argentina 0 - Países Bajos 4                  |  | Copa Mundial de 1974               |
| 10 | 30 de junio de 1974      | Niedersachsen, Hannover, Alemania           | Argentina 1- Brasil 2                         |  | Copa Mundial de 1974               |
| 11 | 3 de julio de 1974       | Parkstadion, Gelsenkirchen, Alemania        | Argentina 1 - República Democrática Alemana 1 |  | Copa Mundial de 1974               |
| 12 | 3 de agosto de 1975      | Olímpico UCV, Caracas, Venezuela            | Venezuela 1 - Argentina 5                     |  | Copa América 1975                  |
| 13 | 6 de agosto de 1975      | Mineirão, Belo Horizonte, Brasil            | Brasil 2 - Argentina 1                        |  | Copa América 1975                  |
| 14 | 10 de agosto de 1975     | Rosario Central, Rosario, Argentina         | Argentina 11 - Venezuela 0                    |  | Copa América 1975                  |
| 15 | 16 de agosto de 1975     | Rosario Central, Rosario, Argentina         | Argentina 0 - Brasil 1                        |  | Copa América 1975                  |
| 16 | 25 de febrero de 1976    | Defensores del Chaco, Asunción, Paraguay    | Paraguay 2 - Argentina 3                      |  | Copa Félix Bogado                  |
| 17 | 27 de febrero de 1976    | Monumental, Buenos Aires, Argentina         | Argentina 1 - Brasil 2                        |  | Copa Roca                          |
| 18 | 20 de marzo de 1976      | Olímpico, Kiev, Ucrania                     | URSS 0 - Argentina 1                          |  | Amistoso                           |
| 19 | 24 de marzo de 1976      | Silesia, Chorzów, Polonia                   | Polonia 1 - Argentina 2                       |  | Partido amistoso                   |
| 20 | 27 de marzo de 1976      | Ferenc Puskás, Budapest, Hungría            | Hungría 2 - Argentina 0                       |  | Partido amistoso                   |
| 21 | 8 de abril de 1976       | José Amalfitani, Buenos Aires, Argentina    | Argentina 4 - Uruguay 1                       |  | Copa Lipton                        |
| 22 | 28 de abril de 1976      | José Amalfitani, Buenos Aires, Argentina    | Argentina 2 - Paraguay 2                      |  | Copa Félix Bogado                  |
| 23 | 19 de mayo de 1976       | Maracaná, Río de Janeiro, Brasil            | Brasil 2 - Argentina 0                        |  | Copa Roca                          |
| 24 | 9 de junio de 1976       | Centenario, Montevideo, Uruguay             | Uruguay 0 - Argentina 3                       |  | Copa Newton                        |
| 25 | 2 de junio de 1978       | Monumental, Buenos Aires, Argentina         | Argentina 2 - Hungría 1                       |  | Copa Mundial de 1978               |
| 26 | 6 de junio de 1978       | Monumental, Buenos Aires, Argentina         | Argentina 2 - Francia 1                       |  | Copa Mundial de 1978               |
| 27 | 10 de junio de 1978      | Monumental, Buenos Aires, Argentina         | Argentina 0 - Italia 1                        |  | Copa Mundial de 1978               |
| 28 | 14 de junio de 1978      | Gigante de Arroyito, Rosario, Argentina     | Argentina 2 - Polonia 0                       |  | Copa Mundial de 1978               |
| 29 | 18 de junio de 1978      | Gigante de Arroyito, Rosario, Argentina     | Argentina 0 - Brasil 0                        |  | Copa Mundial de 1978               |
| 30 | 21 de junio de 1978      | Gigante de Arroyito, Rosario, Argentina     | Argentina 6 - Perú 0                          |  | Copa Mundial de 1978               |
| 31 | 25 de junio de 1978      | Monumental, Buenos Aires, Argentina         | Argentina 3 - Países Bajos 1                  |  | Copa Mundial de 1978               |
| 32 | 1 de enero de 1981       | Centenario, Montevideo, Uruguay             | Argentina 2 - Alemania Occidental 1           |  | Mundialito                         |
| 33 | 28 de octubre de 1981    | Monumental, Buenos Aires, Argentina         | Argentina 1 - Polonia 2                       |  | Amistoso                           |
| 34 | 11 de noviembre de 1981  | Estadio Monumental, Buenos Aires, Argentina | Argentina 1 - Checoslovaquia 1                |  | Amistoso                           |
| 35 | 24 de marzo de 1982      | Monumental, Buenos Aires, Argentina         | Argentina 1 - Alemania Occidental 1           |  | Amistoso                           |
| 36 | 14 de abril de 1982      | Monumental, Buenos Aires, Argentina         | Argentina 1 - URSS 1                          |  | Amistoso                           |
| 37 | 5 de mayo de 1982        | José Amalfitani, Buenos Aires, Argentina    | Argentina 2 - Bulgaria 1                      |  | Amistoso                           |
| 38 | 12 de mayo de 1982       | Gigante de Arroyito, Rosario, Argentina     | Argentina 1 - Rumania 0                       |  | Amistoso                           |
| 39 | 13 de junio de 1982      | Camp Nou, Barcelona, España                 | Argentina 0 - Bélgica 1                       |  | Copa Mundial de 1982               |
| 40 | 18 de junio de 1982      | José Rico Pérez, Alicante, España           | Argentina 4 - Hungría 1                       |  | Copa Mundial de 1982               |
| 41 | 23 de junio de 1982      | José Rico Pérez, Alicante, España           | Argentina 2 - El Salvador 0                   |  | Copa Mundial de 1982               |
| 42 | 29 de junio de 1982      | Sarriá, Barcelona, España                   | Argentina 1 - Italia 2                        |  | Copa Mundial de 1982               |
| 43 | 2 de julio de 1982       | Sarriá, Barcelona, España                   | Argentina 1 - Brasil 3                        |  | Copa Mundial de 1982               |

## Estadísticas

### Como jugador

#### Clubes
- No se toman en cuenta los partidos de pretemporada.[28]
- No se toman en cuenta los partidos y goles en la Liga Cordobesa de Fútbol (78 goles en 81 partidos).

| Instituto ACC Argentina | 1.ª                 | 1973                | 13  | 11  | —  | —  | —  | —  | —  | —  | 13  | 11  | 0,79 |
| Rosario Central Argentina | 1.ª                 | 1974                | 36  | 30  | —  | —  | 7  | 3  | —  | —  | 43  | 33  | 0,77 |
| Rosario Central Argentina | 1.ª                 | 1975                | 49  | 38  | —  | —  | 9  | 5  | —  | —  | 58  | 43  | 0,74 |
| Rosario Central Argentina | 1.ª                 | 1976                | 22  | 21  | —  | —  | —  | —  | —  | —  | 22  | 21  | 0,95 |
| Rosario Central Argentina | Total club          | Total club          | 107 | 89  | 0  | 0  | 16 | 8  | 0  | 0  | 123 | 97  | 0,79 |
| Valencia CF · España | 1.ª                 | 1976-77             | 34  | 24  | —  | —  | —  | —  | —  | —  | 34  | 24  | 0,71 |
| Valencia CF · España | 1.ª                 | 1977-78             | 34  | 28  | 12 | 11 | —  | —  | —  | —  | 46  | 39  | 0,85 |
| Valencia CF · España | 1.ª                 | 1978-79             | 30  | 12  | 10 | 3  | 6  | 3  | —  | —  | 46  | 18  | 0,39 |
| Valencia CF · España | 1.ª                 | 1979-80             | 32  | 22  | 3  | 2  | 9  | 9  | —  | —  | 44  | 33  | 0,77 |
| Valencia CF · España | 1.ª                 | 1980                | 11  | 9   | 1  | 0  | 5  | 2  | —  | —  | 17  | 11  | 0,65 |
| Valencia CF · España | Total 1.ª etapa     | Total 1.ª etapa     | 141 | 95  | 26 | 16 | 20 | 14 | 0  | 0  | 187 | 125 | 0.67 |
| River Plate Argentina | 1.ª                 | 1981                | 29  | 15  | —  | —  | 4  | 1  | —  | —  | 33  | 16  | 0,48 |
| River Plate Argentina | 1.ª                 | 1982                | —   | —   | —  | —  | —  | —  | —  | —  | 0   | 0   | 0,00 |
| River Plate Argentina | Total club          | Total club          | 29  | 15  | 0  | 0  | 4  | 1  | 0  | 0  | 33  | 16  | 0,48 |
| Valencia CF · España | 1.ª                 | 1982-83             | 27  | 13  | 3  | 0  | 8  | 0  | —  | —  | 38  | 13  | 0,34 |
| Valencia CF · España | 1.ª                 | 1983-84             | 15  | 8   | 6  | 3  | —  | —  | —  | —  | 21  | 11  | 0,52 |
| Valencia CF · España | Total 2.ª etapa     | Total 2.ª etapa     | 42  | 21  | 9  | 3  | 8  | 0  | 0  | 0  | 59  | 24  | 0.41 |
| Valencia CF · España | Total club          | Total club          | 183 | 116 | 35 | 19 | 28 | 14 | 0  | 0  | 246 | 149 | 0,61 |
| Hércules CF · España | 1.ª                 | 1984-85             | 17  | 1   | 2  | 0  | —  | —  | —  | —  | 19  | 1   | 0,05 |
| Hércules CF · España | 1.ª                 | 1985-86             | 21  | 9   | 2  | 1  | —  | —  | —  | —  | 23  | 10  | 0,43 |
| Hércules CF · España | Total club          | Total club          | 38  | 10  | 4  | 1  | 0  | 0  | 0  | 0  | 42  | 11  | 0,26 |
| First Vienna · Austria | 1.ª                 | 1986                | —   | —   | 1  | 0  | —  | —  | 6  | 1  | 7   | 1   | 0.14 |
| First Vienna · Austria | 1.ª                 | 1986-87             | 20  | 7   | 5  | 2  | —  | —  | 11 | 3  | 36  | 12  | 0.33 |
| First Vienna · Austria | Total club          | Total club          | 20  | 7   | 6  | 2  | 0  | 0  | 17 | 4  | 43  | 13  | 0.3  |
| St. Pölten · Austria | 2.ª                 | 1987-88             | 16  | 10  | 3  | 0  | —  | —  | 14 | 6  | 33  | 16  | 0.48 |
| St. Pölten · Austria | 1.ª                 | 1988-89             | 29  | 9   | 2  | 1  | —  | —  | —  | —  | 31  | 10  | 0.32 |
| St. Pölten · Austria | 1.ª                 | 1989-90             | 35  | 15  | 3  | 1  | —  | —  | —  | —  | 38  | 16  | 0.42 |
| St. Pölten · Austria | Total club          | Total club          | 80  | 34  | 8  | 2  | 0  | 0  | 14 | 6  | 102 | 42  | 0.41 |
| Kremser SC · Austria | 1.ª                 | 1990-91             | 21  | 5   | 1  | 0  | —  | —  | 14 | 3  | 36  | 8   | 0.22 |
| Kremser SC · Austria | 1.ª                 | 1991-92             | 18  | 2   | 1  | 0  | —  | —  | 11 | 3  | 30  | 5   | 0.17 |
| Kremser SC · Austria | Total club          | Total club          | 39  | 7   | 2  | 0  | 0  | 0  | 25 | 6  | 66  | 13  | 0.2  |
| Retirado de la práctica del fútbol en 1993 y 1994. |                     |                     |     |     |    |    |    |    |    |    |     |     |      |
| Arturo Fernández Vial · Chile | 2.ª                 | 1995                | 11  | 5   | —  | —  | —  | —  | —  | —  | 11  | 5   | 0,45 |
| Pelita Jaya Indonesia | 1.ª                 | 1995-96             | 15  | 10  | 3  | 2  | —  | —  | —  | —  | 18  | 12  | 0.67 |
| Total en su carrera | Total en su carrera | Total en su carrera | 535 | 304 | 58 | 26 | 48 | 23 | 56 | 16 | 697 | 369 | 0.53 |
| (1) Las copas nacionales se refiere a la Copa del Rey. (2) Las copas internacionales se refiere a la Copa Libertadores y Europa League, Recopa de Europa. (3) Media de goles por encuentro. No incluye goles en partidos amistosos. |                     |                     |     |     |    |    |    |    |    |    |     |     |      |

#### Selección nacional
| Año   | Partidos | Goles |
| ----- | -------- | ----- |
| 1973  | 1        | 0     |
| 1974  | 10       | 4     |
| 1975  | 5        | 3     |
| 1976  | 9        | 7     |
| 1978  | 7        | 6     |
| 1981  | 3        | 0     |
| 1982  | 9        | 0     |
| Total | 43       | 20    |

#### Resumen estadístico
| Competición         | Partidos | Goles | Promedio |
| ------------------- | -------- | ----- | -------- |
| Liga                | 519      | 304   | 0,57     |
| Copa Nacional       | 39       | 20    | 0,51     |
| Copa Internacional  | 48       | 23    | 0,48     |
| Selección Argentina | 43       | 20    | 0,47     |
| Total carrera       | 649      | 367   | 0,56     |

### Como entrenador
| Club                     | País       | Año       |
| ------------------------ | ---------- | --------- |
| Pelita Jaya F. C.        | Indonesia  | 1996      |
| Lushnjal                 | Albania    | 1996-1997 |
| C. D. Mineros de Guayana | Venezuela  | 1997-1998 |
| The Strongest            | Bolivia    | 1999      |
| AD Santa Bárbara         | Costa Rica | 2000      |
| Blooming                 | Bolivia    | 2000      |
| Independiente Petrolero  | Bolivia    | 2001      |
| Casarano Calcio          | Italia     | 2001-2002 |
| San Fernando CD          | España     | 2002      |

## Palmarés

### Campeonatos nacionales
| Título           | Club        | Sede         | Año     |
| ---------------- | ----------- | ------------ | ------- |
| Copa del Rey     | Valencia CF | Madrid       | 1978/79 |
| Primera División | River Plate | Buenos Aires | N-1981  |

### Campeonatos internacionales
| Título                  | Equipo              | Sede         | Año     |
| ----------------------- | ------------------- | ------------ | ------- |
| Copa Mundial de la FIFA | Selección argentina | Buenos Aires | 1978    |
| Recopa de Europa        | Valencia CF         | Bruselas     | 1979/80 |
| Supercopa de Europa     | Valencia CF         | Valencia     | 1980    |

### Distinciones individuales
| Distinción                                                      | Año     |
| --------------------------------------------------------------- | ------- |
| Máximo Goleador de la Primera División Argentina                | 1974    |
| Máximo Goleador de la Primera División Argentina                | 1976    |
| Trofeo Pichichi al Máximo Goleador de la Liga Española          | 1976/77 |
| Trofeo Pichichi al Máximo Goleador de la Liga Española          | 1977/78 |
| Bota de Oro al Máximo Goleador de la Copa Mundial de Fútbol     | 1978    |
| Futbolista del año en Sudamérica                                | 1978    |
| Once de Oro                                                     | 1978    |
| Máximo Goleador de la Recopa de Europa                          | 1979/80 |
| Elegido FIFA 100                                                | 2004    |
| 23.er Lugar en Ranking del Mejor jugador sudamericano del siglo | 2006    |
| Elegido el 6.º Mejor Jugador Argentino del siglo XX por IFFHS   | 2006    |

## Honores

### Estadio con su nombre en Córdoba
En la ciudad de Córdoba, Argentina, el antes llamado "Estadio Polideportivo Ciudad de Córdoba" (sub-sede del Mundial de 1978) se llama desde 2011 Estadio Mario Alberto Kempes.
El 21 de octubre del 2010, fue aprobado el cambio de nombre, en homenaje al exfutbolista cordobés. El cambio de nombre fue impulsado por el periodista Claudio Martín Menditto en su artículo "Un homenaje para El Matador" del 26 de enero de 2008. Con una capacidad aproximada de 57.000 espectadores, es uno de los más grandes del país.

### Embajador itinerante de Rosario Central (2008-2009)
Kempes fue nombrado embajador itinerante de Rosario Central en 2008. Durante la ceremonia realizada en el salón vip del Gigante de Arroyito declaró:

Vuelvo a un club que me dio todo, Central es el más grande. He dado tantas vueltas por el mundo que ahora tengo la posibilidad de darle una mano a un club que me dio una gran mano a mí, porque me dio la posibilidad de hacerme conocer en Argentina y también del otro lado del charco.

### Embajador Mundial del Valencia C. F.
Kempes fue declarado en 2013 como Embajador Mundial del Valencia CF.
En el comunicado del club dice:

ídolo del valencianismo y referente para su masa social, se convierte en el nuevo embajador de la institución en todo el mundo” y “Mario representará de esta forma a la entidad en eventos oficiales, en partidos de competiciones europeas.

Kempes dijo, respecto a ser nombrado con ese honor:

Llevo al Valencia en mi corazón y transmito ese sentimiento por todo el mundo. Valencia es mi casa, siempre lo fue y siempre lo será, pero ahora con el cargo de embajador mundial del club tendré la suerte de estar en la ciudad, visitarla con asiduidad.

| Predecesor: Grzegorz Lato | Bota de Oro de la Copa Mundial de la FIFA 1978 | Sucesor: Paolo Rossi            |
| Predecesor: Zico          | Futbolista del año en Sudamérica 1978          | Sucesor: Diego Armando Maradona |
| Predecesor: Ubaldo Fillol | Futbolista Argentino del Año 1978              | Sucesor: Diego Armando Maradona |

## Filmografía
- Documental TVE (01-10-2015), «Conexión Vintage - Trilogía, Mario Alberto Kempes (I)» en rtve.es[36][37]
- Documental TVE (15-10-2015), «Conexión Vintage - Trilogía, Mario Alberto Kempes (II)» en rtve.es[38]
- Documental TVE (29-10-2015), «Conexión Vintage - Trilogía, Mario Alberto Kempes (III)» en rtve.es[39]